# Crowz
Crowz е албум на Слипнот, който никога не е бил издаван. Съдържа смесица от нов материал и нови версии на песни от Mate.Feed.Kill.Repeat, този път изпети от Кори Тейлър, вместо с Anders Colsfini. Албумът се базира на странна случка за убиец на гарвани и мъртъв гарван. Спорни са мненията дали Crowz изобщо същесвува. Мик Томпсън заявява в официалния чат-рум на групата, че такъв албум не съществува. Шон Clown Крахан (перкусионист на групата) твърди, че притежава единственото копие от този албум, което се намира „някъде в килера му“. Crowz не е издаден, за да бъде заменен от едноименния албум, в който влизат много песни, написани за Crowz.

## Списък на песните в Crowz
- 1 Coleslaw (Anders е вокал)
- 2 Interloper (Anders е вокал)
- 3 May 17th (написана от Шон)
- 4 Windows (Кори е вокал)
- 5 Windows (Anders е вокал)
- 6 Untitled 1
- 7 Untitled 2
- 8 Carve (Кори е вокал)
- 9 Carve (Anders е вокал)
- 10 Prosthetics (Кори е вокал)
- 11 Me Inside (Кори е вокал)
- 12 The Me Inside (Anders е вокал)
- 13 Tattered & Torn
- 14 Only One (Кори е вокал)
- 15 Slipknot (Кори и Anders са вокали)
- 16 Heartache And A Pair Of Scissors (Anders е вокал)
- 17 Heartache And A Pair Of Scissors (Кори е вокал)